# Ecdisone ossidasi
La ecdisone ossidasi è un enzima appartenente alla classe delle ossidoreduttasi, che catalizza la seguente reazione:
ecdisone + O2 ⇄ 3-deidroecdisone + H2O2
Il 2,6-Dicloroindofenolo può agire come un accettore.